# 本田勝彦
本田 勝彦（ほんだ かつひこ、1942年（昭和17年）3月12日 - ）は、日本の実業家。
元日本たばこ産業社長。同社相談役、顧問を経て、社友。元・NHK経営委員会委員長職務代行者。

## 人物
鹿児島県日置市の旧日置郡日吉町出身。1942年、小学校教諭の父・省吾と母・藤の間に、5人兄弟の4番目として誕生。町立日置小学校を経て、日置中学校3年在籍中の10月に長兄のいる東京へ移り、足立区立第十六中学校に転校。東京都立上野高等学校を経て、1965年東京大学法学部卒業後は、日本専売公社（現・日本たばこ産業）に入社。人事部長、たばこ事業本部長などを経て、2000年に日本たばこ産業 (JT) 社長に就任した。JT社長を退任後は相談役、顧問を経て社友。また、NHK経営委員会委員長職務代行者、日本取引所グループ取締役を務めた。2018年秋の叙勲で旭日重光章を受章。
安倍晋三（のちの内閣総理大臣）が成蹊小学校在学時に家庭教師を務めた。